# Simms Rock
Der Simms Rock (englisch; bulgarisch скала Симс skala Sims) ist ein in südost-nordwestlicher Ausrichtung 134 m langer und 65 m breiter Klippenfelsen in der Hero Bay der Livingston-Insel im Archipel der Südlichen Shetlandinseln. Er liegt 1,85 km westnordwestlich des Siddins Point, 8 km ostnordöstlich des Avitohol Point und 10 km südwestlich von Desolation Island.
Bulgarische Wissenschaftler kartierten ihn 2009 und 2017. Die bulgarische Kommission für Antarktische Geographische Namen benannte ihn im April 2021 nach dem britischen Instrumentenbauer William Simms (1793–1860), der einen verbesserten Theodolit entwarf.